# 潘鲁生
潘鲁生（1962年—），男，山东曹县人，中华人民共和国艺术家，现任山东工艺美术学院院长，山东省文学艺术界联合会主席，中国民间文艺家协会主席，中国文学艺术界联合会副主席，第十二届全国政协委员。